# Verdinho-da-várzea
Vite-vite-da-várzea ou verdinho-da-várzea (Hylophilus semicinereus) é uma espécie de ave da família Vireonidae.
Pode ser encontrada nos seguintes países: Bolívia, Brasil, Colômbia, Guiana Francesa, Peru e Venezuela.
Os seus habitats naturais são: florestas subtropicais ou tropicais húmidas de baixa altitude e florestas secundárias altamente degradadas.

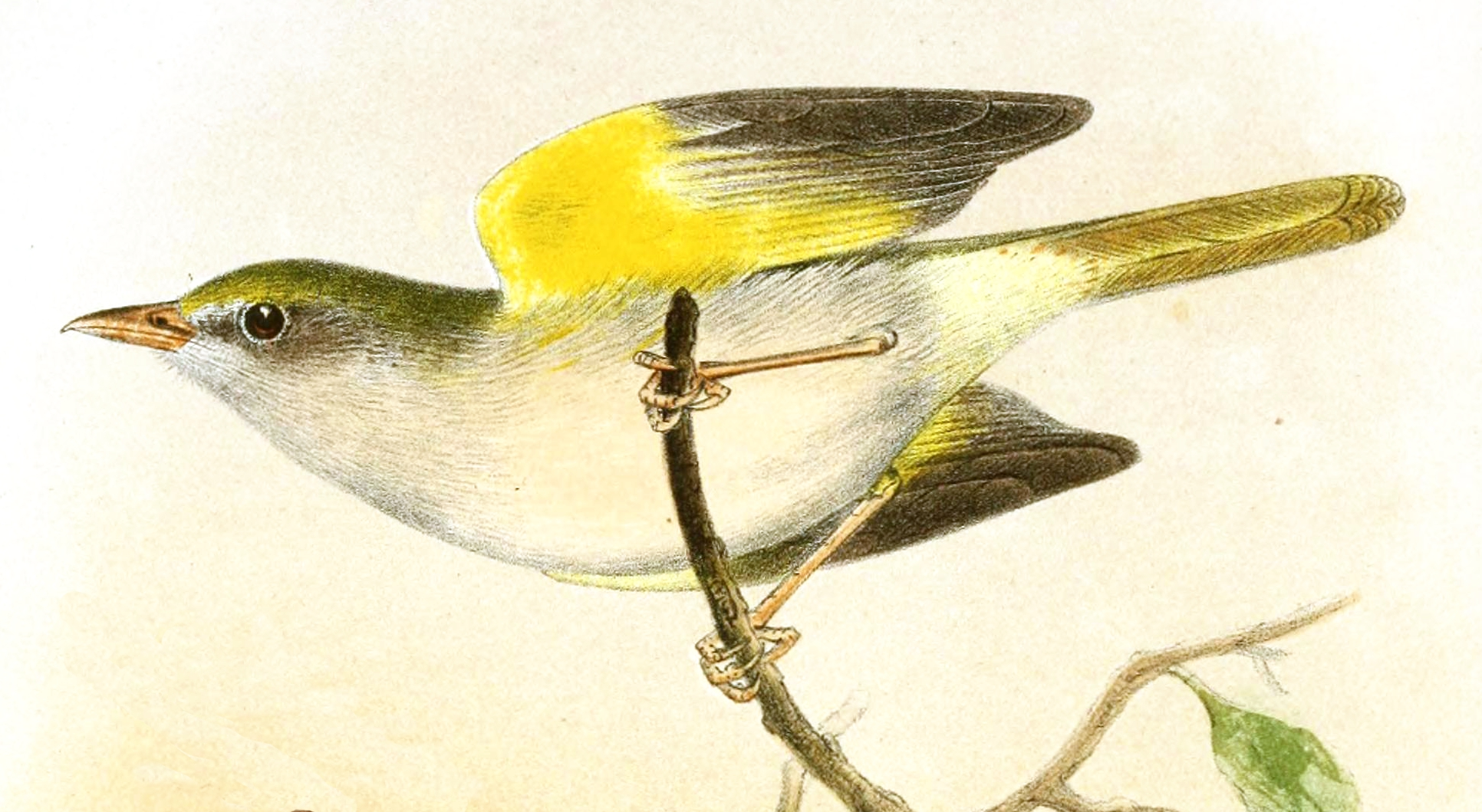
Hylophilus semicinereus; ilustração de Smit, 1867